# Saneczkarstwo na Zimowych Igrzyskach Olimpijskich 1998
Saneczkarstwo na Zimowych Igrzyskach Olimpijskich 1998 odbyło się w dniach 8 – 11 lutego 1998 roku na torze Asakawa Spiral. Zawodnicy walczyli w jedynkach kobiet i mężczyzn oraz dwójkach mężczyzn.

## Wyniki

### Jedynki mężczyzn
| Miejsce | Zawodnik           | Reprezentacja     | Czas     |
| ------- | ------------------ | ----------------- | -------- |
| złoto   | Georg Hackl        | Niemcy            | 3:18,436 |
| srebro  | Armin Zöggeler     | Włochy            | 3:18,939 |
| brąz    | Jens Müller        | Niemcy            | 3:19,093 |
| 4.      | Markus Prock       | Austria           | 3:19,656 |
| 5.      | Markus Kleinheinz  | Austria           | 3:19,724 |
| 6.      | Wendel Suckow      | Stany Zjednoczone | 3:19,728 |
| 7.      | Gerhard Gleirscher | Austria           | 3:19,785 |
| 8.      | Reinhold Rainer    | Włochy            | 3:19,946 |
| 9.      | Adam Heidt         | Stany Zjednoczone | 3:20,098 |
| 10.     | Norbert Huber      | Włochy            | 3:20,138 |

### Dwójki mężczyzn
| Miejsce | Zawodnicy                                 | Reprezentacja     | Czas     |
| ------- | ----------------------------------------- | ----------------- | -------- |
| złoto   | Stefan Krauße Jan Behrendt                | Niemcy            | 1:41,105 |
| srebro  | Chris Thorpe Gordy Sheer                  | Stany Zjednoczone | 1:41,127 |
| brąz    | Mark Grimmette Brian Martin               | Stany Zjednoczone | 1:41,217 |
| 4.      | Tobias Schiegl Markus Schiegl             | Austria           | 1:41,421 |
| 5.      | Kurt Brugger Wilfried Huber               | Włochy            | 1:41,768 |
| 6.      | Gerhard Plankensteiner Oswald Haselrieder | Włochy            | 1:41,917 |
| 7.      | Ihor Urbanski Andrij Muchin               | Ukraina           | 1:41,968 |
| 8.      | Steffen Skel Steffen Wöller               | Niemcy            | 1:42,224 |
| 9.      | Danił Czaban Wiktor Knejb                 | Rosja             | 1:42,393 |
| 10.     | Albert Diemczenko Siemion Kołobajew       | Rosja             | 1:42,556 |

### Jedynki kobiet
| Miejsce | Zawodniczka                | Reprezentacja     | Czas     |
| ------- | -------------------------- | ----------------- | -------- |
| złoto   | Silke Kraushaar            | Niemcy            | 3:23,779 |
| srebro  | Barbara Niedernhuber       | Niemcy            | 3:23,781 |
| brąz    | Angelika Neuner            | Austria           | 3:24,253 |
| 4.      | Susi Erdmann               | Niemcy            | 3:24,449 |
| 5.      | Andrea Tagwerker           | Austria           | 3:24,491 |
| 6.      | Erin Warren                | Stany Zjednoczone | 3:25,328 |
| 7.      | Cammy Myler                | Stany Zjednoczone | 3:25,475 |
| 8.      | Bethany Calcaterra-McMahon | Stany Zjednoczone | 3:25,558 |
| 9.      | Gerda Weissensteiner       | Włochy            | 3:26,113 |
| 10.     | Sonja Manzenreiter         | Austria           | 3:26,272 |